# 푀양파
헌법의 벗 결사단(Société des Amis de la Constitution), 별칭 클뢰브 데 푀양(프랑스어: Club des Feuillants)은 프랑스 혁명기에 등장한 정치적 당파의 하나로, 입헌군주제를 지지하는 정파의 조합이다. 자코뱅 클럽에서 분리되어 푀양 수도원을 중심으로 ‘푀양 클럽'(Club des Feuillants)을 결성했기 때문에 이렇게 불린다.

## 개요

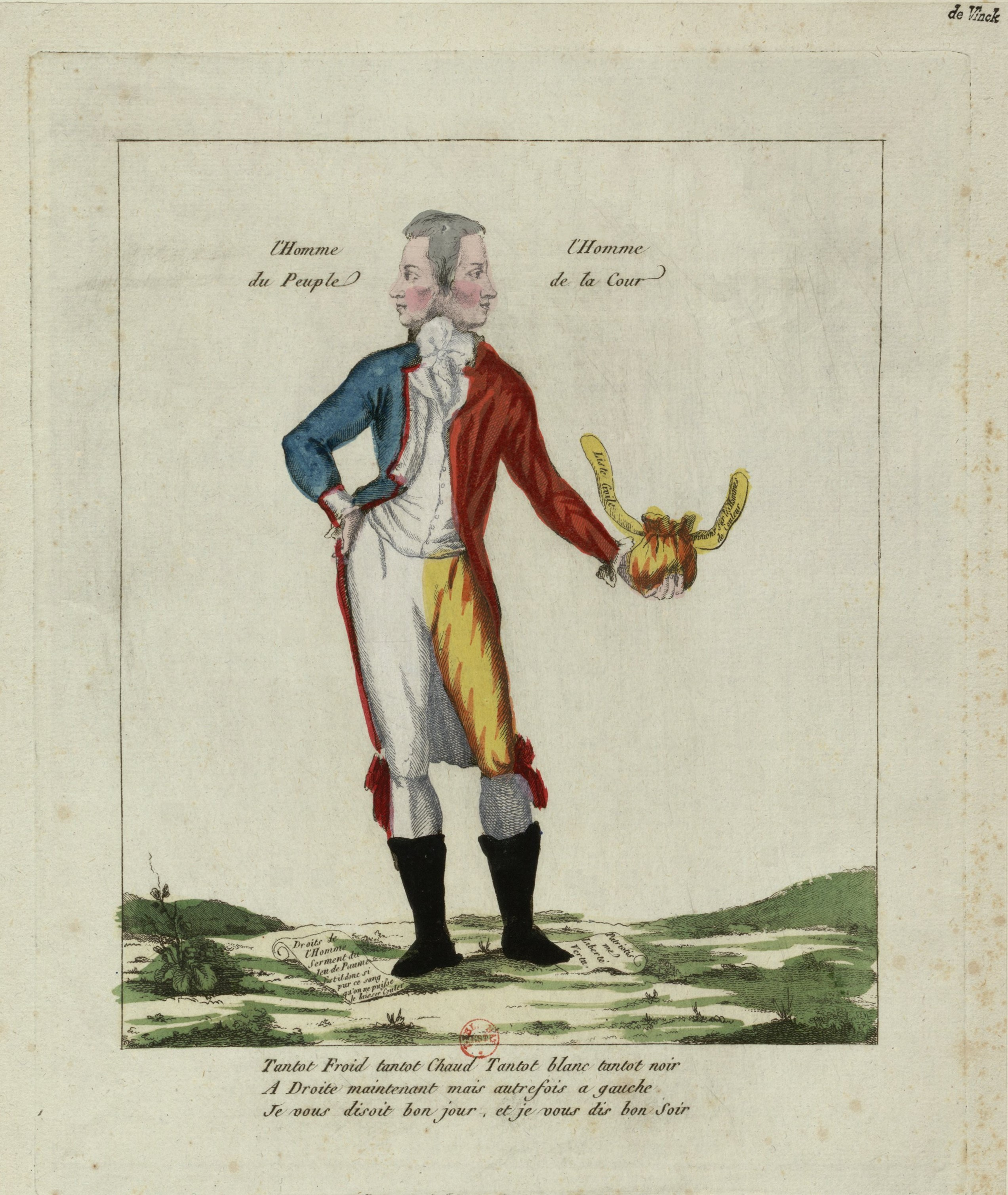
푀양파의 대표 주자인 바르나브의 변절을 풍자하는 내용, 1789년은 민중의 편, 1791년은 궁중의 편

푀양파는 원래는 자코뱅파에 속하면서 절대다수파를 형성하고 있던 그룹으로 프랑스 혁명을 계속 주도해 왔지만, 《바렌느 사건》의 대응을 놓고 공화파가 대두했던 자코뱅 클럽에서 1791년 7월 16일 탈퇴하여 갈라졌다.
정치적으로는 입헌군주파이고 《인권 선언》의 정신을 준수하지만, 왕권의 신성불가침을 주장하는 자유주의 귀족, 우익, 부르주아 계층, 온건파의 집단이었다. 주요 구성원으로 라파예트, 바르나브, 라메트, 시에예스, 바이이 등이 꼽힌다. 라파예트파나 삼두파 등 혁명 초기에는 대립했던 사람도 모여 있었던 것이 특징이다.

## 활동
1791년 10월 1일 성립된 입법부에서는 우파 세력 의원 264명으로 구성되어, 공화정을 주장하는 좌익 세력의 자코뱅파(지롱드파 포함) 136명과 충돌했다. 푀양파가 중심이 되어 입헌 의회에서 제정한 입헌군주제를 정권으로 하는 《1791년 프랑스 헌법》의 유지를 주장하며 혁명의 진정을 노력했지만, 샹 드 마르스 학살의 후유증으로 지지를 제대로 받지 못했다.
《필니츠 선언》과 망명 귀족의 계획은 대외 전쟁이 불가피한 상황이 발생하면, 지롱드파와 함께, 그러나 지롱드파와 다른 이유로 주전론을 전개했다. 푀양파는 입헌왕정의 확립을 목적으로 하고 있으며, 초기에 승리를 거두고 정권을 확고히 한 후 국경에서 군대를 불러와 파리의 공화주의자들을 탄압할 생각이었다. 그러나 라파예트와 뤼크네르 원수가 지휘하는 프랑스군에서 귀족인 장교들이 대량으로 망명하여 전력이 약화되었고, 그 결과 연전연패하면서 궁지에 몰렸다. 라파예트와 이후에 뒤무리에가 파리 진격을 계획하고 왕실의 보호라는 임무를 다하려고 시도했지만 모두 실패했고, 대중이 푀양파를 반혁명의 왕당파로 간주하면서 완전히 혁명에 대한 영향력을 상실했다.
의회에서 푀양파는 1791년 12월 9일부터 책임 내각을 운영했지만, 1792년 3월 10일 오스트리아와 전쟁에 반대를 했던 푀양파의 외무대신이 지롱드당에 의해 파면되었다. 루이 16세는 이후 지롱드파 내각을 임명했지만, 이것도 6월 13일에 파면되고 다시 푀양파 내각으로 돌아왔다. 그러나 그들은 정권 운영 불능으로 7월 10일 다시 총사퇴를 했다. 다음날, 의회는 “조국이 위기에 빠졌습니다.”라는 선언을 하게 된다.
《8월 10일 사건》을 통해 왕정 폐지와 공화국의 선언이 이루어지면서, 그 이후에는 쇠퇴를 거급하여 푀양파 의원의 거의 대부분은 체포되어 몇몇은 단두대에 섰으며, 나머지는 망명을 할 수 밖에 없었다.
1795년, 총재 정부가 들어서고 반동의 결과로서 우익 세력이 부활하자 망명한 푀양파의 의원도 귀국하여 복귀를 하였다. 그러나 푀양 클럽은 더 이상 존재하지 않았기 때문에 이후 그들을 더 이상 푀양파라고 부르지 않고 보통 “입헌군주파”라고 부르게 되었다. 푀양파의 의원은 제정기나 복고 왕정에서 활약했다.

## 같이 보기
- 자코뱅 클럽
- 지롱드파